# Pulse (album Pink Floyd)
Pulse (styl. P•U•L•S•E) – koncertowy album zespołu Pink Floyd, wydany w 1995 roku. Utwory, które znalazły się na płycie zostały nagrane podczas trasy koncertowej trwającej w marcu oraz kwietniu 1994 roku.
Nagrania osiągnęły w Polsce status platynowej płyty.

## Lista utworów

### CD 1
| Nr  | Tytuł                                                | Długość |
| --- | ---------------------------------------------------- | ------- |
| 1.  | "Shine on You Crazy Diamond" (Waters/Gilmour/Wright) | 13:35   |
| 2.  | "Astronomy Domine" (Barrett)                         | 4:20    |
| 3.  | "What Do You Want From Me" (Gilmour/Wright/Samson)   | 4:09    |
| 4.  | "Learning To Fly" (Gilmour/Moore/Ezrin/Carin)        | 5:15    |
| 5.  | "Keep Talking" (Gilmour/Wright/Samson)               | 6:52    |
| 6.  | "Coming Back To Life" (Gilmour)                      | 6:56    |
| 7.  | "Hey You" (Waters)                                   | 4:39    |
| 8.  | "A Great Day for Freedom" (Gilmour/Samson)           | 4:30    |
| 9.  | "Sorrow" (Gilmour)                                   | 10:49   |
| 10. | "High Hopes" (Gilmour/Samson)                        | 7:52    |
| 11. | "Another Brick in the Wall, Part II" (Waters)        | 7:07    |

### CD 2
| Nr  | Tytuł                                        | Długość |
| --- | -------------------------------------------- | ------- |
| 1.  | "Speak to Me" (Mason)                        | 2:30    |
| 2.  | "Breathe" (Waters/Gilmour/Wright)            | 2:33    |
| 3.  | "On The Run" (Gilmour/Waters)                | 3:47    |
| 4.  | "Time" (Mason/Waters/Wright/Gilmour)         | 6:46    |
| 5.  | "The Great Gig In The Sky" (Wright)          | 5:52    |
| 6.  | "Money" (Waters)                             | 8:54    |
| 7.  | "Us and Them" (Wright)                       | 6:57    |
| 8.  | "Any Colour You Like" (Gilmour/Mason/Wright) | 3:21    |
| 9.  | "Brain Damage" (Waters)                      | 3:45    |
| 10. | "Eclipse" (Waters)                           | 2:37    |
| 11. | "Wish You Were Here" (Waters/Gilmour)        | 6:35    |
| 12. | "Comfortably Numb" (Gilmour/Waters)          | 9:29    |
| 13. | "Run Like Hell" (Gilmour/Waters)             | 8:36    |

## Skład
Pink Floyd
- David Gilmour – śpiew, gitara,
- Nick Mason – perkusja
- Richard Wright – śpiew, instrumenty klawiszowe

Pozostali muzycy
- Jon Carin – instrumenty klawiszowe
- Guy Pratt – gitara basowa, śpiew
- Gary Wallis – perkusja
- Tim Renwick – gitara
- Dick Parry – saksofon
- Bob Ezrin – instrumenty klawiszowe, perkusja
- Michael Kamen – aranżacje orkiestrowe
- Sam Brown – chór
- Claudia Fontaine – chór
- Durga McBroom – chór